# Neal Purvis
Neal Purvis (9 september 1961) is een Britse scenarioschrijver en producent.

## Carrière
Purvis schreef samen met zijn collega Robert Wade het scenario voor zes James Bondfilms. In 1991 debuteerden beide schrijvers met het scenario voor de film Let Him Have It. In 2013 won Purvis met de Bondfilm Skyfall een BAFTA.
In 2017 schreven Purvis en Wade samen met Len Deighton de BBC-miniserie SS-GB. De vijfdelige reeks volgt een moordrechercheur in een alternatieve geschiedenis waarin nazi-Duitsland de Tweede Wereldoorlog gewonnen heeft en Engeland bezet.

## Prijzen en nominaties
| Prijs | Categorie                  | Film                 | Resultaat   |
| ----- | -------------------------- | -------------------- | ----------- |
| BAFTA | Beste Britse film          | Skyfall (2012)       | Gewonnen    |
| BAFTA | Beste Britse film          | Casino Royale (2006) | Genomineerd |
| BAFTA | Beste scenario (adaptatie) | Casino Royale (2006) | Genomineerd |

## Filmografie
Film
- Let Him Have It (1991)
- Plunkett & Macleane (1999)
- The World Is Not Enough (1999)
- Die Another Day (2002)
- Johnny English (2003)
- Return to Sender (2004)
- Stoned (2005)
- Casino Royale (2006)
- Quantum of Solace (2008)
- Skyfall (2012)
- Spectre (2015)
- No Time to Die (2021)

Televisie
- SS-GB (2017)